# Horia (singolo)
Horia è il singolo di debutto del rapper italiano Leon Faun pubblicato il 26 novembre 2018.

## Video musicale
Il videoclip è stato pubblicato il 28 novembre 2018 sul canale YouTube del rapper, e vanta la direzione di Thaevil.

## Tracce
Testi di Leon de la Vallée, musiche di Alessio Marullo.
1. Horia – 2:16